# お熱いのがお好き?
『お熱いのがお好き?』（おあついのがおすき）は、1998年7月1日から9月9日まで毎週水曜日22時 - 22時54分に、日本テレビ系で放送された日本のテレビドラマである。主演は椎名桔平。銭湯「夢湯」を経営する野々山家を中心としたホームコメディ。8月19日放送の第8回は生放送で行われた。マリリン・モンロー主演の映画『お熱いのがお好き』とは無関係。

## あらすじ
東京・原宿にある「ゆめゆ」は国の重要文化財に指定された銭湯。その銭湯を営む野々山家には圭一郎、裕次郎、旭の3人の騒々しい兄弟、3人とも実家を出ていたが、放浪癖のある彼らの父親・秀平は行方不明中。そんなある日「ゆめゆ」に秀平の妻と名乗る若い女性、貴奈子が訪ねて来て、一家は唖然とする。

## キャスト
- 野々山圭一郎(34)：椎名桔平 … 野々山家長男。営業マンだったが会社が倒産、縁談は破談に。
- 小林貴奈子(21)：田中美里 … 野々山家に現れる。函館のホタテ養殖場で働いていたときに、秀平と同棲していた。
- 野々山裕次郎(32)：生瀬勝久 … 野々山家次男。役人。ドケチが理由で離婚される。
- 野々山旭(30)：恵俊彰 … 野々山家三男。ゲームソフトデザイナーだったが女にだまされる。
- 青柳桃子(23)：さとう珠緒 … 近所の神社の巫女。
- 京極詩子(30)：濱田マリ … 「ゆめゆ」の住み込み従業員だが、文左衛門の子を身籠る。
- 杉本将義：橋本さとし … 居酒屋の店主で、詩子の元旦那。
- 伝助：六平直政 … 「ゆめゆ」の常連客。
- 野々山久子：水島かおり … 裕次郎の元妻。裕次郎のドケチぶりに愛想を尽かし、娘への悪影響も重なり離婚。
- 大場香代：椋木美羽 … 旭の恋人だった。実は、結婚詐欺師。
- 石原史子：田中美奈子
- 〆太郎：桂米丸
- 青柳禄郎：柴俊夫
- 野々山秀平(54)：細川俊之 … 3兄弟の父。自称・俳人。
- 野々山文左衛門(73)：藤村俊二 … 3兄弟の祖父。銭湯の番台担当。
- 野々山惇平(45)：三宅裕司 … 秀平の弟。銭湯の「ぬか袋」[1]作りなどを担当。独身だが密かに桃子と恋仲に。

## スタッフ
- 脚本：輿水泰弘
- 音楽：岩代太郎
- 主題歌：「ダンデライオン」BLANKEY JET CITY
- プロデューサー：神蔵克、赤羽根敏男
- 演出：水田伸生、猪股隆一、長沼誠
- 制作協力：THE WORKS

## 受賞歴
- 第18回ザテレビジョンドラマアカデミー賞
  - ザテレビジョン特別賞

## サブタイトル
1. 裸で失礼…大盛況! 銭湯より愛をこめて(11.5%)
2. 年下の母!? 銭湯は禁断の香り…(8.6%)
3. 結婚したがる女達(7.6%)
4. 接近! いがみ合う二人が遂に…(8.0%)
5. 人生最大の挫折(6.9%)
6. ビーチボーイズ? 渚の熱き思い(8.8%)
7. 逆セクハラの恐怖(8.3%)
8. 危ない生放送スペシャル NG連発? 大物ゲストも生入浴(12.2%)
9. 生放送御礼! でも銭湯は閉店へ(8.0%)
10. 妊娠! 父親は誰だ(8.5%)
11. 別れても忘れない(11.8%)